# Penny stock
Penny stocks são ações ordinárias de pequenas empresas que são negociadas por menos de um dólar por ação.
A Securities and Exchange Commission (SEC) dos EUA usa o termo "Penny stock" para se referir a um título, um instrumento financeiro que representa um determinado valor financeiro, emitido por pequenas empresas públicas que negociam a menos de US$ 5 por ação. As ações de moeda de um centavo são precificadas no mercado de balcão, e não no pregão. O termo “penny stock” refere-se a ações que, antes da reclassificação da SEC, eram negociadas por “pennies on the dollar”.
Em 1934, quando o governo dos Estados Unidos aprovou o Securities Exchange Act para regular toda e qualquer transação de títulos entre partes que "não são o emissor original",  a SEC na época divulgou que os títulos de capital negociados por menos de US$ 5 por ação não poderia ser listada em nenhuma bolsa de valores ou índice nacional.
As bolsas de balcão que listam penny stocks incluem o OTC Bulletin Board (que é uma instalação da FINRA) ou OTC Link LLC (que é de propriedade do OTC Markets Group, Inc., anteriormente conhecido como Pink OTC Markets Inc.). As penny stocks também podem ser negociadas em bolsas de valores, incluindo bolsas de valores estrangeiras. As penny stocks podem incluir os títulos de certas empresas privadas sem mercado de negociação ativo. 
Ao considerar penny stocks, investidores e especialistas na área reconhecem o baixo preço de mercado das ações e sua correlação com a baixa capitalização de mercado. A capitalização de mercado ou "valor de mercado" é o valor total de mercado em dólares de todos os títulos em circulação de uma empresa.
Como os penny stocks são baratos, os investidores geralmente compram grandes quantidades de ações sem gastar muito dinheiro. Essa tendência torna o mercado de ações de um centavo volátil. Volatilidade é “uma medida estatística da dispersão dos retornos de um determinado título ou índice de mercado. Normalmente, quanto maior a volatilidade, maior o risco de investir nesses títulos. Por outro lado, quanto menor a volatilidade, mais "seguro" é o investimento. A volatilidade também pode ser entendida como a frequência de grandes mudanças no valor de um determinado título em qualquer direção. Isso está diretamente relacionado à ação do preço de um título que, quando se fala em penny stocks, pode mudar mais rapidamente do que um estoque de grande capitalização.
A natureza volátil dos estoques de moeda de um centavo também deixa essas empresas abertas a uma potencial "manipulação".
Os promotores e o Federal Bureau of Investigation dizem que a fraude é generalizada no mercado de ações de moeda de um centavo. Fraudes potenciais que envolvem até mesmo empresas consideradas muito pequenas ou microcom capitalização de mercado ainda podem envolver perdas de dezenas de milhões de dólares.
O mercado de ações de um centavo tem pouca liquidez, de modo que os detentores de ações em empresas de ações de moeda de um centavo muitas vezes acham difícil sacar de posições. No entanto, pesquisas acadêmicas mostram que o risco criado pelo pequeno valor de mercado e menor liquidez resulta em retornos esperados mais altos devido ao Prêmio de Tamanho e Liquidez.
Nos Estados Unidos, a SEC e a Financial Industry Regulatory Authority (FINRA) possuem regras específicas para definir e regular a venda de penny stocks.